# Bachhäusl (Grafing bei München)
Bachhäusl ist ein Stadtteil von Grafing bei München im oberbayerischen Landkreis Ebersberg. 

## Lage
Der Weiler liegt circa einen Kilometer südlich von Grafing an der Staatsstraße 2089.